# 国鉄タキ1650形貨車
国鉄タキ1650形貨車（こくてつタキ1650がたかしゃ）は、かつて日本国有鉄道（国鉄）及び1987年（昭和62年）4月の国鉄分割民営化後は日本貨物鉄道（JR貨物）に在籍した私有貨車（タンク車）である。

## 概要
本形式は、カセイソーダ液専用の30t 積タンク車として1964年（昭和39年）7月17日に三菱重工業にて2両（コタキ1651 - コタキ1652）、同年9月30日に日立製作所にて1両（コタキ1650）の合計3両が製作された。
記号番号表記は特殊標記符号「コ」（全長 12 m 以下）を前置し「コタキ」と標記する。
本形式の他にカセイソーダ液を専用種別とする貨車はタム900形（130両）、タキ1400形（104両）、タキ2600形（523両）、タキ2800形（332両）、タキ7750形（289両）等実に29形式が存在した。
1979年（昭和54年）10月より化成品分類番号「侵81」（侵食性の物質、腐食性物質、危険性度合2（中））が標記された。
所有者は旭化成工業の1社のみであり、その常備駅は日豊本線の南延岡駅であった。
ドーム付き直円筒型のタンク体は、普通鋼（一般構造用圧延鋼材、SS41現在のSS400）、内張りはステンレス鋼（SUS27現在のSUS304）製で断熱材を巻き、キセ（外板）を装備している。荷役方式はタンク上部のマンホールからの上入れ、液出管と空気管使用による上出し方式であり、両管はS字管を装備している。
車体色は黒色、寸法関係は全長は9,700mm、全幅は2,521mm、全高は3,676mm、台車中心間距離は5,600mm、実容積は20.4m3、自重は16.5t、換算両数は積車5.5、空車1.4であり、台車はベッテンドルフ式のTR41C（その後TR41D-4に改造）である。
1987年（昭和62年）4月の国鉄分割民営化時には全車の車籍がJR貨物に継承され、1995年（平成7年）度末時点で1両（コタキ1650）が現存していたが、1998年（平成10年）10月に廃車となり同時に形式消滅となった。